# Apšuciems
Apšuciems, miejscowość na Łotwie, w północnej Kurlandii, w novadsie Tukums, ok. 70 km na północny zachód od Rygi, przy drodze łączącej Jurmałę z Talsi, nad Morzem Bałtyckim, 207 mieszkańców (2005).
Apšuciems to nadmorska miejscowość turystyczna i rybacka. Zabudowa w większości drewniana i kamienna, ciekawy budynek szkoły. Miejscowość posiada szeroką plażę, wydmy i jest otoczona lasami sosnowymi.